# Escudo de Copenhague

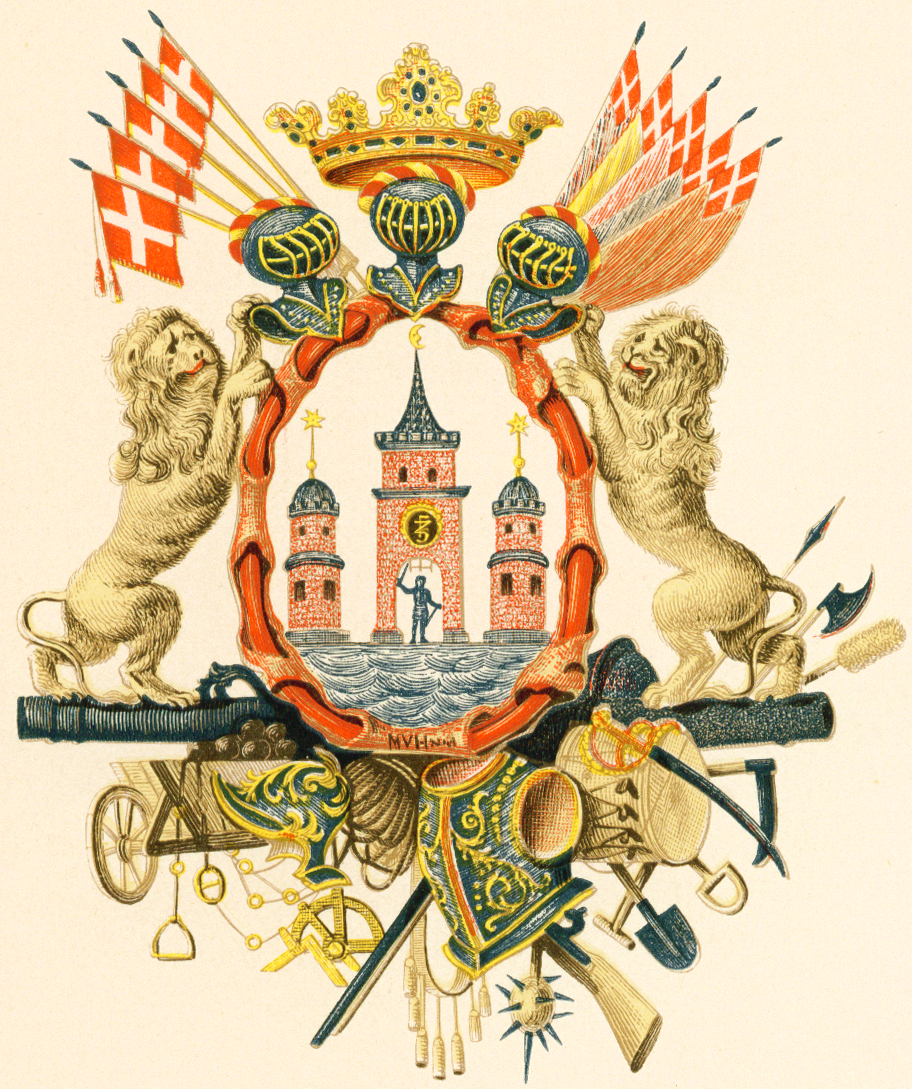
Escudo de Copenhague.

El escudo de la ciudad de Copenhague fue concedido el 24 de junio de 1661 por el rey Federico III de Dinamarca en reconocimiento al esfuerzo realizado por sus habitantes al repeler el Sitio de 1658-1659, cuando la capital danesa fue asediada durante la Guerra sueco-danesa de 1658 a 1660. En la carta del Privilegio Real que le acompañó, a los ciudadanos de Copenhague se les otorgaron los mismos derechos de propiedad inmobiliaria que en aquel tiempo disfrutaba la nobleza danesa. 
El motivo central, situado en el blasón o escudo propiamente dicho, consiste en tres torres, de mayor tamaño la central,  de gules (rojo heráldico) con sus almenas y tejados de azur (azul heráldico) que se encuentran situadas sobre agua, representada de azur y de plata (blanco o gris) que es el color de todo el campo.
El agua es una alusión al nombre primitivo de la ciudad Havn que significa "Puerto" (en latín: Hafnia). Las tres torres ya aparecen documentadas en el sello de la ciudad desde el año 1296. Las torres exteriores representan el castillo de Absalon y la central la capilla levantada en su interior. Durante el siglo XVI, la torre central dejó de figurar con el diseño propio de un campanario y se le añadió un acceso con rastrillo. Ya en la primera versión del escudo, se introdujo la figura un caballero con armadura blandiendo una espada dentro de la puerta. En la torre central también se muestra un óvalo de color oscuro con el monograma o cifra de Federico III escrita en dorado. Sobre las torres exteriores están situadas dos estrellas de seis puntas doradas y, sobre la central, una media luna del mismo color.
El escudo grande (completo) incorpora como timbre heráldico tres yelmos, colocados de frente y surmontados con una corona abierta con ocho florones, cinco a la vista. Junto a los yelmos aparecen colocados cinco estandartes cuadrados con los colores del Dannebrog (a la diestra del propio escudo) y, situadas a la izquierda, cinco banderas (de color negro, amarillo rojo, azul oscuro y naranja) cantonadas con los colores del Dannebrog. Como soportes heráldicos se han adoptado dos leones. El escudo está situado sobre una terraza, formada por dos tubos de cañón de sable (negro heráldico) y adornada con diversos pertrechos del siglo XVII. 